# Austrolimnophila tanana
Austrolimnophila tanana är en tvåvingeart som beskrevs av Alexander 1972. Austrolimnophila tanana ingår i släktet Austrolimnophila och familjen småharkrankar.
Artens utbredningsområde är Etiopien. Inga underarter finns listade i Catalogue of Life.